# Pieńki Suchodolskie
Pieńki Suchodolskie – wieś w Polsce położona w województwie mazowieckim, w powiecie sokołowskim, w gminie Sabnie.
Wieś wchodzi w skład sołectwa Kostki-Pieńki.
W latach 1975–1998 miejscowość administracyjnie należała do województwa siedleckiego.